# Aedes schizopinax
Aedes schizopinax är en tvåvingeart som beskrevs av Dyar 1929. Aedes schizopinax ingår i släktet Aedes och familjen stickmyggor. Inga underarter finns listade i Catalogue of Life.